# Lars Kindgren
Lars Kindgren (Kingren), född 1747 i Stockholm, död efter 1793, var en svensk amiralitetsbildhuggare.
Han var troligen son till skeppsbildhuggaren Daniel Kindgren och Margareta Berg och gift första gången med Sigrid Catharina Forssman och andra gången med Anna Sofia Wägner. Kindgren utförde orgelfasaden till Hedvig Eleonora kyrka i Stockholm 1761-1766 samt en altarprydnad till Knutby kyrka 1768 och skulpturarbeten i ett flertal Upplandskyrkor.